# 千葉成夫
千葉 成夫（ちば しげお、1946年 - ）は、日本の美術評論家、東京国立近代美術館研究員を経て、中部大学教授。岩手県生まれ、東京都育ち。早稲田大学文学部美術史学科大学院博士課程修了。

## 著作
- 現代美術逸脱史 1945 - 1985（晶文社、1986年／増補・ちくま学芸文庫、2021年）
- ミニマル・アート（リブロポート、1987年）
- 美術の現在地点（五柳書院、1990年）
- 奇蹟の器 デルフトのフェルメール（五柳書院、1994年）
- 未生の日本美術史（晶文社、2006年）
- 絵画の近代の始まり カラヴァッジオ、フェルメール、ゴヤ（五柳書院、2008年）
- カラヴァッジオからの旅（五柳書院、2012年）

### 訳書
- セルフ・ポートレイト―マン・レイ自伝（美術公論社、1981年／文遊社、2007年）
- M・A・ロビネット、屋外彫刻 オブジェと環境（鹿島出版会、1985年）
- イアン・ダンロップ、展覧会スキャンダル物語（美術公論社、1985年）
- ジャコメッティ、写真:ハーバート・マッター（リブロポート、1988年）